# Große Synagoge (Schwanez)

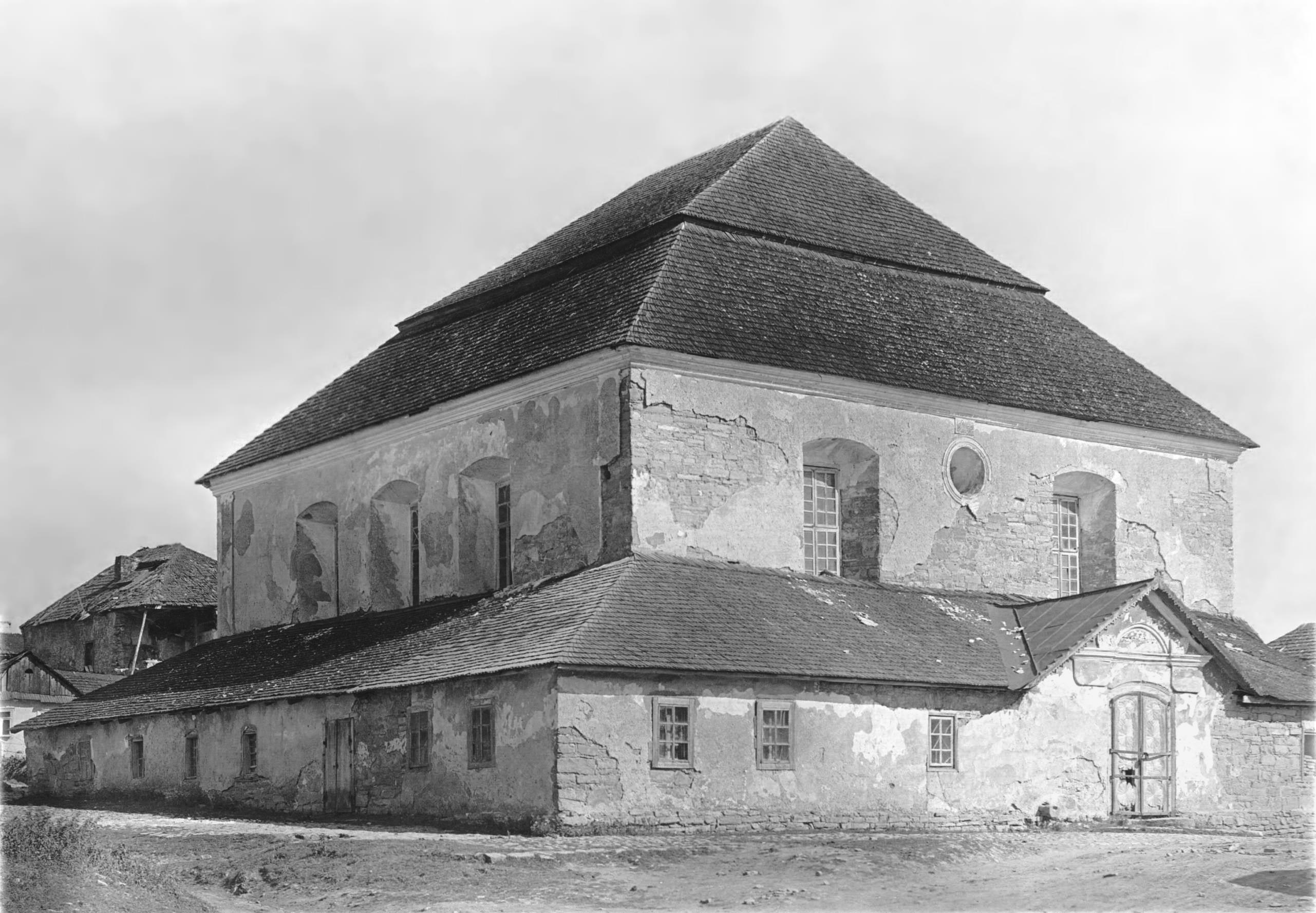
Große Synagoge (1930)

Die Große Synagoge in Schwanez, einem Dorf in der ukrainischen Oblast Chmelnyzkyj, wurde vermutlich in der ersten Hälfte des 18. Jahrhunderts erbaut und im Zweiten Weltkrieg zerstört.

## Geschichte
Schwanez besaß seit 1646 das Stadtrecht. Nach der Schlacht bei Schwanez schuf man ab dem Ende des 17. Jahrhunderts gezielt Anreize, um jüdische Siedler anzulocken, da man sich von ihnen eine Wiederbelebung der Wirtschaft erhoffte.
Über die Große Synagoge (russisch Большая синагога), auch Kathedralsynagoge (russisch Соборная синагога) genannt, ist nur sehr wenig bekannt. Sie war vermutlich die erste Synagoge von Schwanez und wurde 1848 im Zusammenhang mit einem vorgesehenen Festungsbau offenbar zeitweise geschlossen. Damals wurde den mehr als 1600 Juden der Abzug aus der Stadt befohlen, doch da der von Zar Nikolaus I. geplante Festungsbau nicht zustande kam, blieben die Juden geduldet. Es war ihnen aber zunächst untersagt, neue Gebäude zu errichten. Und da sie im Jahr 1858 – nach dem Verlust einer Schule an das Militär, die bis dahin als jüdischer Betraum gemietet worden war – über fehlende Räumlichkeiten klagten, war sie wahrscheinlich zuvor die einzige Synagoge in Schwanez. Im Folgejahr erhielt man dann allerdings die Erlaubnis für eine neue, zweite Synagoge.
Nach dieser Phase der Unterdrückung blühte das jüdische Leben aber wieder auf. Im Jahr 1865 wurden neben der Synagoge bereits fünf jüdische Bethäuser gezählt, 1887 gab es vier Synagogen in der Stadt, 1890 waren es sechs. Im Jahr 1897 machten die 3353 Juden 67 Prozent der Gesamtbevölkerung der Stadt aus. Jüdische Schulen und Friedhöfe entstanden und bis zum Ersten Weltkrieg kam noch eine siebente Synagoge hinzu.
Die (Wieder)-Registrierung einer Synagoge wurde 1926 durch die sowjetischen Behörden verwehrt. Durch militärische Umsiedlungsmaßnahmen im Ersten Weltkrieg, die geschlossenen Grenzen der Sowjetunion und die antireligiöse Politik ging der Anteil der Juden schnell zurück und im Jahr 1939 sind nur noch 626 Juden nachweisbar. Am 7. Juli 1941 kamen die ungarischen und deutschen Besatzer nach Schwanez und errichteten drei jüdische Ghettos. Sie ermordeten zahlreiche Juden vor Ort und deportierten die restlichen Juden nach Kamjanez-Podilskyj, wo auch diese mehrheitlich ermordet wurden (siehe auch Massaker von Kamenez-Podolsk). Die Synagoge wurde zerstört. Nach der Befreiung 1944 kehrten nur wenige Juden in das einstige Schtetl zurück, mittlerweile gibt es keine Juden mehr in Schwanez.

## Beschreibung
Auf dem vorliegenden Bild kann man sehen, dass es ein großer, rechteckiger Bau mit einem Walmdach war. Dieses war zweistufig.
An der Nordseite hatte sie drei hochgelegene Fenster mit Segmentbogen sowie im Westen zwei mit einem Okulus dazwischen. Es ist davon auszugehen, dass es an den beiden anderen Seiten eine analoge Befensterung gab.
Um das Gebäude herum waren flachere Anbauten angebracht; es ist nicht bekannt, ob diese gleich von Beginn an mitgebaut worden waren (wofür die hoch angebrachten Fenster des Hauptgebäudes sprechen) oder aus einer späteren Zeit stammen (wofür die unterschiedlichen Strukturelemente sprechen).
Über das Innere liegen keine Informationen vor. Die Größe des Bauwerks lässt vermuten, dass das Gewölbe abgestützt war und es sich entweder um eine Synagoge mit Stützbima oder eine der ersten Neun-Felder-Synagogen (bei der die Bima zwischen vier großen Pfeilern stand) handelte.